# Arnaldo Benfenati
Arnaldo Benfenati (né le 26 mai 1924 à San Lazzaro di Savena et mort le 9 juin 1986 à Castel San Pietro Terme) est un coureur cycliste italien. Spécialiste de la poursuite sur piste, il a été champion du monde de cette discipline chez les amateurs en 1947. Aux Jeux olympiques de 1948 à Londres, il a été médaillé d'argent de la poursuite par équipes avec Guido Bernardi, Anselmo Citterio et Rino Pucci.

## Palmarès
- 1947
  -  Champion du monde de poursuite amateurs
  - Champion d'Italie de poursuite amateurs
- 1948
  - Champion d'Italie de poursuite amateurs
  -  Médaillé d'argent de la poursuite par équipes aux Jeux olympiques